# بخش پینت (شهرستان وین، اوهایو)
بخش پینت (به انگلیسی: Paint Township) یک منطقهٔ مسکونی در ایالات متحده آمریکا است که در شهرستان وین، اوهایو واقع شده‌است.
 بخش پینت ۶۳٫۲ کیلومتر مربع مساحت و ۲٬۸۲۳ نفر جمعیت دارد و ۳۳۶ متر بالاتر از سطح دریا واقع شده‌است.